# Piney, Oklahoma
Piney är en ort i Adair County i delstaten Oklahoma, USA.